# La Jarrie
La Jarrie è un comune francese di 2 854 abitanti situato nel dipartimento della Charente Marittima nella regione della Nuova Aquitania.

## Società

### Evoluzione demografica
Abitanti censiti

## Galleria d'immagini

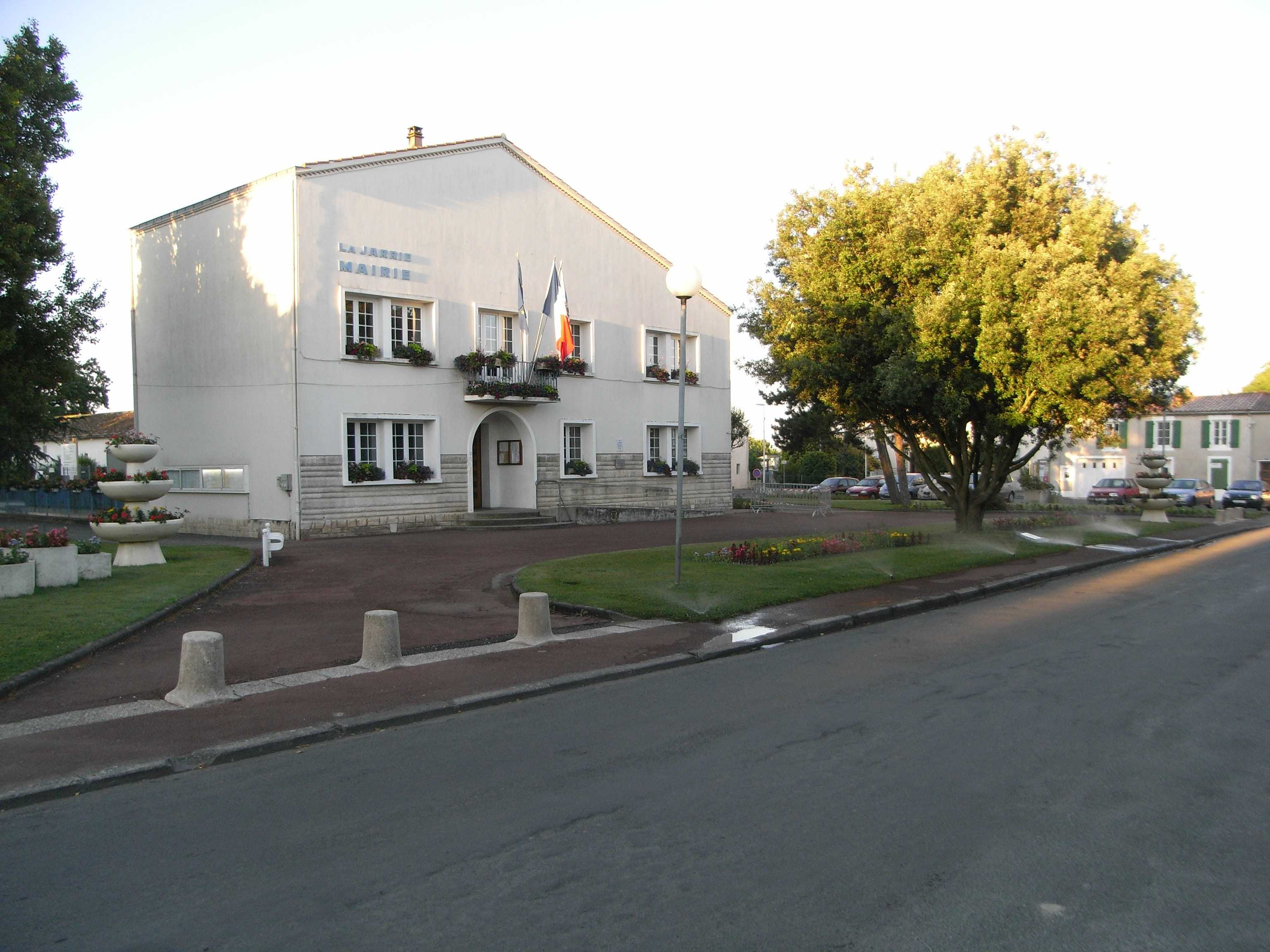
municipio
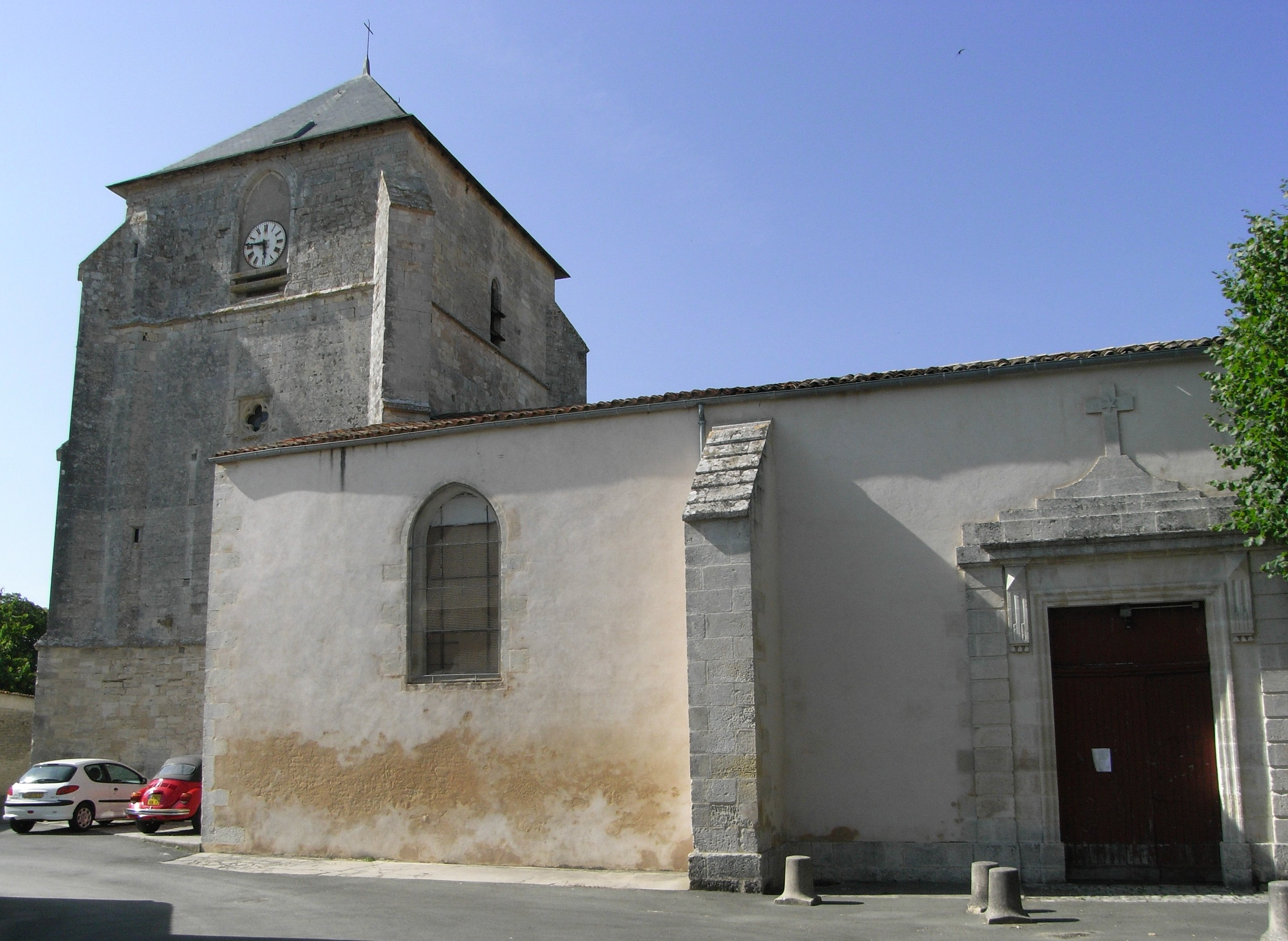
chiesa

- Wikimedia Commons contiene immagini o altri file su La Jarrie